# Polygala spectabilis
Polygala spectabilis là một loài thực vật có hoa trong họ Polygalaceae. Loài này được DC. miêu tả khoa học đầu tiên năm 1824.